# Gli inafferrabili
Gli inafferrabili (The Rogues) è una serie televisiva statunitense in trenta episodi trasmessi per la prima volta nel corso di una sola stagione dal 1964 al 1965.
Gli inafferrabili nel 1964 vinse il Golden Globe per la miglior trasmissione televisiva.

## Trama
I Fleming, composti da Alexander, Timmy, Tony e dalla zia Margaret, sono una famiglia di ladri e truffatori che hanno come obiettivo truffare e rubare ai criminali prima di tutto.

## Personaggi
- Timmy Fleming (25 episodi, 1964-1965), interpretato da	Robert Coote.
- zia Margaret (24 episodi, 1964-1965), interpretato da Gladys Cooper.
- Marcel St. Clair (24 episodi, 1964-1965), interpretato da Charles Boyer, cugino francese di Alec.
- Tony Fleming (22 episodi, 1964-1965), interpretato da Gig Young.
- Alexander 'Alec' Fleming (21 episodi, 1964-1965), interpretato da David Niven.
- ispettore Briscoe (3 episodi, 1964-1965), interpretato da John Williams.
- Cooper (3 episodi, 1964-1965), interpretato da	Ray Fulmer.
- Lavignon (3 episodi, 1964-1965), interpretato da Marcel Hillaire.
- Arab (3 episodi, 1964-1965), interpretato da Lawrence Montaigne.

Partecipazioni speciali sono state, tra le altre, quelle di Eddie Albert, Tol Avery, Broderick Crawford, John Dehner, Sally Kellerman, Ida Lupino, Elsa Martinelli, Walter Matthau, Darren McGavin, Dina Merrill, Susan Oliver, George Sanders, Telly Savalas, Gia Scala, Everett Sloane, Raquel Welch e Marie Windsor.
Negli ultimi due episodi venne chiamato Larry Hagman per sostituire Young.

## Produzione
La serie fu prodotta da Four Star Productions e Giyo e girata nell'Iverson Ranch a Los Angeles in California.
Niven, a causa degli impegni cinematografici, fu protagonista in soli tre episodi, comparendo brevemente negli altri in scene estemporanee, specialmente all'inizio dell'episodio.
Anche Boyer, molto impegnato, lasciò la maggior parte degli episodi in capo a Young.
La serie non venne rinnovata dopo la prima stagione.

### Registi
Tra i registi della serie sono accreditati:
- Lewis Allen (7 episodi, 1965)
- Robert Ellis Miller (6 episodi, 1964)
- Hy Averback (5 episodi, 1964-1965)
- Richard Kinon (4 episodi, 1964-1965)
- Ida Lupino (2 episodi, 1964-1965)
- Don Taylor (2 episodi, 1965)

## Distribuzione
La serie fu trasmessa negli Stati Uniti dal 1964 al 1965 sulla rete televisiva NBC. 
In Italia è stata trasmessa nei primi anni 80 con il titolo Gli inafferrabili sul network Mondadori (Telemond), precedente alla gestione Fininvest, e nel 2008 da Retemia. 
Alcune delle uscite internazionali sono state:
- negli Stati Uniti il 13 settembre 1964 (The Rogues)
- in Svezia l'8 ottobre 1964 (Svindlande affärer)
- in Germania Ovest il 21 maggio 1968 (Gauner gegen Gauner)
- in Danimarca (A/S Storsvindlerne)
- in Italia (Gli inafferrabili)
- in Spagna (Los bribones)
- in Finlandia (Veijarit)
- in Austria (Gauner gegen Gauner)

## Episodi
| Stagione       | Episodi | Prima TV USA |
| -------------- | ------- | ------------ |
| Prima stagione | 30      | 1964-1965    |